# ایزابلا جیارسکا
ایزابلا جیارسکا (لهستانی: Izabella Dziarska؛ زادهٔ ۷ مه ۱۹۵۶) بازیگر اهل لهستان است.
از فیلم‌ها یا مجموعه‌های تلویزیونی که وی در آن‌ها نقش داشته‌است، می‌توان به سرنوشت‌های لهستانی، ع چون عشق، در خوشی و سختی، شوپن: میل به عاشقی و اجاره‌نشین‌ها اشاره نمود.